# Erkan Zengin
Erkan Zengin (Kulu, 5 de agosto de 1985) es un futbolista turco nacionalizado sueco que juega en la demarcación de extremo para el IFK Haninge de la Primera División de Suecia, donde también ejerce de entrenador.

## Selección nacional
Empezó jugando con la selección sub-18 y sub-19 de Turquía, pero rápidamente se nacionalizó sueco y pasó a formar parte de la selección sub-21 de Suecia. Finalmente, el 26 de marzo de 2013 debutó con la selección absoluta en un partido amistoso contra Eslovaquia que finalizó con empate a cero.

### Goles internacionales
| # | Fecha                   | Estadio                              | Oponente      | Gol | Resultado | Competición                         |
| - | ----------------------- | ------------------------------------ | ------------- | --- | --------- | ----------------------------------- |
| 1 | 8 de septiembre de 2014 | Estadio Ernst Happel, Viena, Austria | Austria       | 1-1 | 1–1       | Clasificación para la Eurocopa 2016 |
| 2 | 12 de octubre de 2014   | Friends Arena, Solna, Suecia         | Liechtenstein | 1–0 | 2–0       | Clasificación para la Eurocopa 2016 |
| 3 | 12 de octubre de 2015   | Friends Arena, Solna, Suecia         | Moldavia      | 2–0 | 2–0       | Clasificación para la Eurocopa 2016 |

## Clubes
Actualizado a 1 de diciembre de 2015.
| Club          | Temporada | Liga     | Liga  | Copa     | Copa  | Otra     | Otra  | Europa   | Europa | Total    | Total |
| Club          | Temporada | Partidos | Goles | Partidos | Goles | Partidos | Goles | Partidos | Goles  | Partidos | Goles |
| ------------- | --------- | -------- | ----- | -------- | ----- | -------- | ----- | -------- | ------ | -------- | ----- |
| Hammarby      | 2004      | 1        | 0     | 0        | 0     | 0        | 0     | 0        | 0      | 0        | 0     |
| Hammarby      | 2005      | 22       | 2     | 0        | 0     | 0        | 0     | 0        | 0      | 0        | 0     |
| Hammarby      | 2006      | 20       | 1     | 0        | 0     | 0        | 0     | 0        | 0      | 0        | 0     |
| Hammarby      | 2007      | 24       | 3     | 0        | 0     | 0        | 0     | 0        | 0      | 0        | 0     |
| Hammarby      | 2008      | 25       | 2     | 0        | 0     | 0        | 0     | 0        | 0      | 0        | 0     |
| Hammarby      | Total     | 92       | 8     | 0        | 0     | 0        | 0     | 0        | 0      | 92       | 8     |
| Beşiktaş      | 2008–09   | 2        | 0     | 2        | 0     | 0        | 0     | 0        | 0      | 4        | 0     |
| Beşiktaş      | 2009–10   | 0        | 0     | 0        | 0     | 0        | 0     | 0        | 0      | 0        | 0     |
| Beşiktaş      | Total     | 2        | 0     | 2        | 0     | 0        | 0     | 0        | 0      | 4        | 0     |
| Eskişehirspor | 2009–10   | 12       | 2     | 2        | 0     | 0        | 0     | 0        | 0      | 14       | 2     |
| Eskişehirspor | 2010–11   | 31       | 1     | 0        | 0     | 0        | 0     | 0        | 0      | 31       | 1     |
| Eskişehirspor | 2011–12   | 27       | 3     | 4        | 2     | 0        | 0     | 0        | 0      | 31       | 5     |
| Eskişehirspor | 2012–13   | 30       | 4     | 10       | 9     | 0        | 0     | 4        | 0      | 44       | 13    |
| Eskişehirspor | 2013–14   | 30       | 5     | 10       | 0     | 0        | 0     | 0        | 0      | 45       | 5     |
| Eskişehirspor | 2014–15   | 15       | 3     | 1        | 1     | 0        | 0     | 0        | 0      | 16       | 4     |
| Eskişehirspor | Total     | 145      | 18    | 27       | 12    | 0        | 0     | 4        | 0      | 176      | 30    |
| Trabzonspor   | 2014–15   | 15       | 0     | 3        | 1     | 0        | 0     | 2        | 0      | 20       | 1     |
| Trabzonspor   | 2015–16   | 12       | 2     | 0        | 0     | 0        | 0     | 4        | 0      | 16       | 2     |
| Trabzonspor   | Total     | 27       | 2     | 3        | 1     | 0        | 0     | 6        | 0      | 36       | 3     |
| Total         | Total     | 266      | 28    | 32       | 13    | 0        | 0     | 10       | 0      | 308      | 41    |

## Palmarés

### Campeonatos nacionales
| Título               | Club           | País    | Año  |
| -------------------- | -------------- | ------- | ---- |
| Superliga de Turquía | Beşiktaş J. K. | Turquía | 2009 |
| Copa de Turquía      | Beşiktaş J. K. | Turquía | 2009 |